# Station Luton
Luton is een spoorwegstation van National Rail in Luton, Luton in Engeland. Het station is eigendom van Network Rail en wordt beheerd door Govia Thameslink Railway. 